# Hochschule für Angewandte Psychologie der Fachhochschule Nordwestschweiz
Die Hochschule für Angewandte Psychologie ist eine von zehn Hochschulen der FHNW und eines der führenden Kompetenzzentren für Arbeits-, Organisations- und Wirtschaftspsychologie im deutschen Sprachraum. Anliegen der Hochschule ist es, die wissenschaftliche Psychologie für Wirtschaft und Gesellschaft, insbesondere für die Berufs- und Arbeitswelt, nutzbar zu machen.
Im Zentrum der Hochschulaktivitäten stehen die praxisorientierte und forschungsbasierte Ausbildung für Studierende in Angewandter Psychologie, eine anwendungsorientierte, interdisziplinär ausgerichtete Forschung und ein praxisnahes und wissenschaftlich fundiertes Weiterbildungsangebot.

## Standort
Standort ist der FHNW Campus in Olten.

## Geschichte
Die Hochschule für Angewandte Psychologie FHNW wurde 2006 gegründet und startete mit einem Bachelorstudiengang (Bachelor of Science) in Angewandter Psychologie. 2022  wurde das Bachelor-Studium in zwei eigenständige Studiengänge in Wirtschaftspsychologie sowie in Arbeits-, Organisations- und Personalpsychologie überführt.
Der Masterstudiengang (Master of Science) in Angewandter Psychologie startete erstmals 2009.

## Angewandte Forschung – Themen der Hochschule
Gemeinsam mit Unternehmen realisiert die Hochschule Forschungs- und Entwicklungsprojekte in neun Gestaltungs- und Innovationsfeldern:
- Eignung und Personalentwicklung: Human Resources-Management, Entwicklung von Eignungstests, Fähigkeits- und Kompetenztests sowie Online-Self-Assessments
- Gestaltung flexibler Arbeit: Mobil-flexible Arbeit, innovative Arbeits- und Lernumgebungen, Büroraumgestaltung und flexible Office-Konzepte
- Gesund arbeiten: Innovative Konzepte im Betrieblichen Gesundheitsmanagement (BGM)
- Gesund leben: Förderung eines gesunden Lebensstils über die ganze Lebensspanne
- Gesund verändern: Neue Arbeitsformen und Organisationsmodelle
- Innovative Marktangebote und Konsum: Entwicklung und Weiterentwicklung von Produkten und Services basierend auf sich verändernden Konsumbedürfnissen
- Soziale und digitale Interaktion: Globale und virtuelle Kooperation, neue Medien – Wissen und Lernen, nutzerzentriertes Design, soziale Roboter, Usability und User Experience, Partizipationsverfahren
- Vielfalt und Multiperspektivität in Organisationen: Kooperation und Konflikt, Innovation und interprofessionelle Zusammenarbeit, Führungssysteme, Kooperation und Diversität
- Zuverlässigkeit und Sicherheit: Safety and Security, Human Factors, Sicherheitsmanagement im Bahn- oder Luftverkehr sowie in Kraftwerken

## Institute / Zentren
Die Hochschule für Angewandte Psychologie FHNW gliedert sich in drei Institute und zwei Bildungs-Zentren:
- Institut für Kooperationsforschung und -entwicklung (IfK)[4]
- Institut für Marktangebote und Konsumentscheidungen (IMaK)[5]
- Institut für Mentale und Organisationale Gesundheit (MOG)[6]
- Institut Mensch in komplexen Systemen (MikS)[7]
- Zentrum für Ausbildung (ZfA)[8]
- Zentrum für Weiterbildung (ZfW)[9]

Ausserdem betreibt die Hochschule für Angewandte Psychologie FHNW das moderne Digital Innovation Lab: In den Kompetenzbereichen User Experience & Usability, Virtual Technologies & Innovation und Social Robotics werden innovative Produkte, Services und Arbeitsprozesse mit dem Menschen im Fokus gestaltet und zukunftsfähig weiterentwickelt. Hierzu werden psychologische Methoden in Kombination mit digitalen Werkzeugen eingesetzt.

## Angebote

### Ausbildung
Die Hochschule bietet ein praxisorientiertes und wissenschaftsbasiertes Studium in Angewandter Psychologie. Der Fokus des Studiums liegt auf der Arbeits-, Organisations- und Wirtschaftspsychologie.
- Bachelor of Science (BSc) in den Studiengängen Wirtschaftspsychologie sowie Arbeits-, Organisations- und Personalpsychologie.
- Master of Science (MSc) in den Studiengängen Angewandte Psychologie sowie Human-Centered Digital Innovation.

### Weiterbildung
Das Weiterbildungsangebot bietet Zertifikatslehrgänge in den Bereichen Arbeits-, Organisations-, Personal- und Wirtschaftspsychologie an, darunter auch Sicherheits- und Risikopsychologie sowie Usability- und User Experience-Themen.
Das Angebot umfasst Master of Advanced Studies (MAS), Diploma of Advanced Studies (DAS), Certificate of Advanced Studies (CAS) sowie Fachseminare, Kurse, Workshops und Tagungen.

### Alumni
Die Hochschule für Angewandte Psychologie FHNW pflegt einen engen Kontakt mit den Alumni der Hochschule sowie mit einem Netzwerk von Praxispartnern.